# Bismillah

Het bismillah in kalligrafievorm

Het bismillah of basmala (Arabisch: بسملة) is de Arabische spreuk Bismi'llah ir-Rahman ir-Rahiem (بِسْمِ اللهِ الرَّحْمنِ الرَّحِيمِ of ﷽), die door moslims in principe gezegd wordt voor elke goede daad waarmee men begint. Hiermee wordt datgene wat men van plan is te gaan doen opgedragen aan God.
Elke soera van de Koran (behalve soera Het Berouw) wordt ook voorafgegaan door het bismillah.
De twee meest gebruikte vertalingen in het Nederlands zijn:
"In de naam van God, de Erbarmer, de Barmhartigste" en
"In naam van God, de Barmhartige, de Genadevolle"
Rahman en Rahiem zijn de eerste twee namen van de 99 Schone Namen van God.
De gehele spreuk is opgenomen in Unicode als U+FDFD.

## Betekenis
Het bismillah heeft een speciale betekenis voor moslims, die elke taak behoren te beginnen na het reciteren van het vers.
In een commentaar op het bismillah in zijn Tafsir al-Tabari, schrijft Tabari:
"De Boodschapper van God heeft gezegd dat Jezus door zijn moeder Maria naar een school werd gebracht zodat hij kon worden onderwezen. [De leraar] zei tegen hem: "Schrijf ‘Bism’ (In de naam van)." En Jezus zei tot hem: "Wat is ‘Bism’?" De leraar zei: “Ik weet het niet." Jezus zei: “De ‘Ba’ is Bahá'u'lláh (de glorie van God), de ‘Sin’ is Zijn Sana' (glans) en de ‘Mim’ is zijn Mamlakah (soevereiniteit)."